# Museo Nacional de las Intervenciones
El Museo Nacional de las Intervenciones se encuentra en el exconvento de Churubusco, Coyoacán, Ciudad de México, edificio que cuenta con una antigüedad de más de cuatrocientos años. El museo es administrado por el Instituto Nacional de Antropología e Historia, y el tema del mismo es la historia de las intervenciones extranjeras en México, desde que éste se convirtió en un país independiente al firmar su Acta de Independencia el 28 de septiembre de 1821. Algunas de las invasiones militares que muestra la exposición son las realizadas por España, Francia y los Estados Unidos de América durante los siglos XIX y XX.
Se define el concepto de intervención como "el acto mediante el cual un Estado intenta negar o lesionar la soberanía nacional de otro Estado independiente".  Los métodos por los cuales se ejerce o ejecuta una intervención son sumamente variados, ya que pueden ir desde sutiles artimañas diplomáticas, hasta el empleo de la fuerza armada. Pero siempre implican una actitud de exigencia física o moral del Estado interventor sobre el intervenido que tiene por objetivo obligar a este último a adoptar medidas, compromisos o actitudes contrarios a su voluntad.

## Historia
Antiguamente estaría en lo que fuera el señorío de Huitzilopochtli, lugar desde donde se abasteció agua dulce a México-Tenochtitlan por medio de un acueducto que mandó construir en 1499 el huey tlatoani Ahuitzotl. Una vez terminada la conquista o invasión de Tenochtitlan, el nombre de la zona se castellanizó (como muchos otros se castellanizaron), este bajo la denominación de Churubusco y perteneció, bajo el régimen de encomienda, al conquistador español Bernardino Vázquez de Tapia.
Luego de la caída de México-Tenochtitlan, la orden franciscana erigió una pequeña iglesia y un convento, probablemente entre 1528 y 1548, hecho enteramente de ladrillos y edificados ambos edificios enteramente por frailes, sin participación civil en la labor. La construcción fue atribuida a Fray Juan de Zumárraga. Por un tiempo pasó a la administración secular, y hacia 1587 fue dado a la orden de los dieguinos. La arquitectura aún conserva definidas las áreas de cocina, refectorio, ante sacristía, portal de peregrinos, baño, claustros, capillas, celdas y una huerta. Sin ser el tema principal del museo, se puede admirar arte sacro de los siglos XVII a XIX.
Durante la Intervención estadounidense de 1846 a 1848, el 20 de agosto de 1847, el sitio fue escenario de la Batalla de Churubusco. En la defensa del lugar, se confrontaron los batallones Independencia, Bravos, Guerrero, Chilpancingo, y Tlapa ayudados por el Batallón de San Patricio sumando un total de mil trescientos efectivos, sin embargo las fuerzas estadounidenses alcanzaban la cifra de seis mil efectivos. El general Pedro María Anaya, quien comandó la defensa, tuvo que rendirse cuando las municiones se agotaron, y entregó el sitio al general David E. Twiggs con las palabras: "Si hubiera parque, no estaría usted aquí."  En 1869 el presidente Benito Juárez declaró el lugar como monumento nacional en honor a los caídos en la histórica batalla.
De 1876 a 1914 el edificio sirvió como un hospital militar. Durante la década de 1920, funcionó como una escuela de pintura; a finales de la misma década y hasta 1960 el lugar fue un museo dedicado a las propias actividades conventuales que tuvieron lugar en el inmueble así como a la historia del transporte en México. Finalmente el 13 de septiembre de 1981 — fecha en que se conmemora a los Niños Héroes —  mediante un decreto presidencial el recinto fue dedicado a las intervenciones extranjeras que han existido a través de la historia de México.

## Salas
El museo cuenta con diez salas que abarcan las distintas invasiones a México:

### Sala de introducción
Esta sala muestra la situación geográfica de los territorios a finales del siglo XVIII y principios del XIX.  De forma breve se presenta el origen de la política de expansionismo de Estados Unidos, la cual se fundamentó en la si de Thomas Jefferson quién compró el territorio de La Luisiana.  Debido a la imprecisión de las fronteras de la Nueva España y a la poca colonización en la parte septentrional de la misma, las ambiciones de Jefferson incluían las provincias de Texas, Nuevo Santander, Nuevo México, Coahuila y partes de Nueva Vizcaya y Sonora.  Poco más tarde el presidente James Monroe obtuvo la compra de La Florida y dictó la conocida Doctrina Monroe, la cual fue base del Destino Manifiesto de los Estados Unidos.

### Sala de independencia
Tras las abdicaciones de Bayona y del despojo del trono de Fernando VII de España debido a la Invasión francesa a España, el 16 de septiembre de 1810 comenzó en Dolores una revolución que fue abanderada por Miguel Hidalgo.  Esta lucha se convirtió en la guerra de Independencia de México que a través de once años siguieron José María Morelos, Francisco Xavier Mina, Vicente Guerrero y los insurgentes.  El 28 se septiembre de 1821 Nueva España logró su autonomía de la Corona española y como nuevo estado pasó a ser el Primer Imperio Mexicano.  Pero la ideología monárquica de Agustín de Iturbide no prosperó y el nuevo país se transformó en una república gobernada por el general Guadalupe Victoria.  Entre los personajes que defendieron los principios republicanos destacó fray Servando Teresa de Mier.

### Sala de intervención española de 1829
Cuando Fernando VII recuperó su trono, se negó a aceptar la Independencia de México.  En San Juan de Ulúa un reducto de tropas españolas se mantuvo en el fuerte y fue hasta 1825 cuando la armada mexicana logró derrotarlos. En 1827 una conspiración encabezada por el fraile dieguino Joaquín Arenas fue descubierta, el congreso formuló una ley para expulsar a los residentes españoles. En 1829 la expedición de Isidro Barradas fue el último de los intentos de reconquista en México, aline 
los expedicionarios penetraron por Veracruz, logrando avanzar hasta Tampico y Altamira. El 11 de septiembre de 1829 las tropas españolas capitularon ante las fuerzas comandadas por Antonio López de Santa Anna, pero el gobierno español reconoció la Independencia de México hasta 1836.
La sala muestra también el imperialismo oficioso que llevaron a cabo los embajadores estadounidenses en México.  Tras la negativa del gobierno mexicano de vender el territorio de Texas a los Estados Unidos, el ministro plenipotenciario Joel R. Poinsett promovió el divisionismo entre los políticos mexicanos. Estos seguían dos vertientes el centralismo (logia escocesa) y el federalismo (logia de York), pero las actividades injerencistas del ministro fueron criticadas y lo conllevaron a su expulsión de México.  Su sucesor Anthony Butler realizó nuevas ofertas para la compra de la provincia de Texas, ante las reiteradas negativas, la estrategia del nuevo ministro fue promover que los colonos estadounidenses que habitaban el territorio realizaran mítines y levantamientos armados en favor de la Independencia de Texas. Adicionalmente, Butler promovió que los ciudadanos estadounidenses que radicaban en territorios mexicanos interpusieran demandas económicas por los daños sufridos a causa de los propios levantamientos. La guerra se desencadenó y la provincia se convirtió en la República de Texas, la cual fue "independiente" por un período de nueve años hasta que se anexó a los Estados Unidos. Pawhatan Ellis, sucesor de Bulter, presionó para el cobro de las indemnizaciones. La política de intervencionismo provocó la ruptura diplomática entre ambas naciones, solo un arbitraje internacional evitó la guerra. El monto reclamado era de dos millones de pesos, los cuales no lograron pagarse y la deuda fue una excusa para que ocho años más tarde el presidente James K. Polk justificara su declaración de guerra.

### Sala de intervención francesa o Guerra de los pasteles de 1838 a 1839
México había firmado tratados comerciales con Inglaterra, Estados Unidos y otros países europeos en 1825. Por su parte, el gobierno francés se negó a reconocer México como un nuevo país independiente hasta 1830, pues la dinastía de los Borbones gobernaba las naciones de Francia y España, y esta última no había reconocido la independencia de sus colonias. Pero con la Revolución de julio, Luis Felipe I ocupó el trono, libre de todo compromiso con Fernando VII de España, firmó dos acuerdos comerciales con el gobierno mexicano.
México tenía la experiencia de las desventajas que implicaba el libre comercio con las potencias industrializadas, por lo cual el congreso desaprobó la firma de uno de los tratados. Éste permitía a los residentes franceses el comercio a menudeo en territorio mexicano. Por otra parte, en México existían constantes enfrentamientos entre federalistas y centralistas, y las luchas armadas provocaban una inestabilidad e inseguridad social a la población civil. El ministro francés Antoine Deffaudis, quien pretendía a toda costa la firma del tratado, aprovechó la disyuntiva y recabó firmas entre todos los comerciantes franceses afectados por la soldadesca para exigir indemnizaciones al gobierno mexicano por daños a sus establecimientos, entre ellos se encontraba un pastelero. Además de las indemnizaciones, el ministro exigió la firma del anhelado tratado. 
El gobierno francés atendió con alarma los informes de su ministro, presentándose como defensor de los derechos internacionales y con la excusa de ser necesario dar "una lección de civilización" a las naciones americanas, envió a su armada para bloquear los puertos mexicanos, realizando así la Primera Intervención Francesa en México. Tras el bloqueo naval, el gobierno de Anastasio Bustamante rechazó la coacción de los franceses y declaró formalmente la guerra a Francia.  En Europa, las acciones de Luis Felipe I fueron criticadas, pues se había cerrado el segundo comercio más grande de América. En 1839, Richard Pakenham, ministro británico, arribó a Veracruz con la consigna de negociar la paz entre ambas naciones. El 9 de marzo de 1839 se firmó en el puerto el tratado de paz, la reclamación de indemnizaciones quedó vigente y fue la excusa para una segunda intervención.

### Sala de la intervención estadounidense de 1846 a 1848
Cuando la anexión de Texas a los Estados Unidos se concretó, el ministro mexicano en Washington dio por terminada su misión diplomática, y las relaciones entre ambos países se rompieron. El general Zachary Taylor estableció un campamento en Brownsville, al norte del río Bravo, lugar que pertenecía al estado de Tamaulipas. Esta situación provocó una escaramuza entre soldados mexicanos y estadounidenses. El presidente James K. Polk declaró la guerra a México el 13 de mayo de 1846, el gobierno mexicano respondió de igual manera el 7 de julio del mismo año, de esta manera comenzó la primera Intervención estadounidense en México.
Entre julio y agosto las tropas estadounidenses al mando del general Stephen W. Kearny incursionaron desde Oregón hacia San Francisco, Monterrey (California), y ocuparon Los Ángeles el 13 de agosto, la campaña se extendió hasta Santa Fe (Nuevo México). Se realizaron expediciones marítimas para tomar las plazas de San José del Cabo, La Paz, Mulegé, Guaymas, Mazatlán y San Blas.
El general Taylor emprendió la campaña por oriente y tomó la ciudad de Monterrey en septiembre de 1846. En febrero de 1847 los beligerantes se enfrentaron en la Batalla de la Angostura. Desde San Antonio los estadounidenses atacaron Parras y desde El Paso avanzaron por el estado de Chihuahua hasta Jiménez.
El general Winfield Scott arribó el 9 de marzo en Veracruz con una fuerza de trece mil efectivos. Tras un constante bombardeo el 27 de marzo los defensores capitularon. La ofensiva estadounidense siguió la ruta de Cortés hacia Cerro Gordo, Jalapa, Tepeaca, Puebla, Tlaxcala hasta llegar a la Ciudad de México, lugar en donde se confrontaron las fuerzas militares en la batalla de Padierna, la batalla de Churubusco, la batalla de Molino del Rey y la batalla de Chapultepec.  El 14 de septiembre de 1847 en el Zócalo se izó la bandera estadounidense, que ondeó durante nueve meses.  México cedió mediante el Tratado de Guadalupe-Hidalgo los territorios al norte del río Bravo. Incluyendo el estado de Texas, una superficie de 2.400.000 kilómetros cuadrados pasó a ser propiedad de los Estados Unidos.
Tan solo cinco años después, durante la dictadura de Santa Anna, los colonos estadounidenses utilizaron nuevamente la estrategia de invadir y luego negociar. Con la intención de construir una ruta de ferrocarril transcontinental, los estadounidenses invadieron el territorio de La Mesilla, ante la imposibilidad de defender militarmente la frontera Santa Anna prefirió las negociaciones diplomáticas. El ministro James Gadsen fue el encargado de llevar las negociaciones demandando la venta de Tamaulipas, Nuevo León, Coahuila, Sonora y la Península de Baja California. El 13 de diciembre de 1853 Santa Anna logró disuadir las ambiciosas expectativas y vendió La Mesilla por diez millones de pesos.

### Sala de la intervención francesa 1862-1869
México continuó viviendo tiempos violentos a través de la revolución de Ayutla, la promulgación de la Constitución de 1857 y la Guerra de Reforma.  La clase política continuaba dividida, por una parte los liberales cuyo proyecto de nación era republicano, federalista y democrático; y por otra parte, los conservadores que anhelaban un sistema monárquico y centralista.  Ambas fracciones solicitaron ayuda extranjera firmando tratados que pusieron en riesgo la soberanía del país: El Tratado de Mon-Almonte y el Tratado McLane-Ocampo.  Por otra parte, el presidente estadounidense James Buchanan anunció al congreso de su país, el deseo de "ayudar" a México para impedir que las potencias europeas interviniesen en América, siendo sus intereses velados obtener los territorios de Sonora y Sinaloa.  Para fortuna de México, el congreso estadounidense rechazó la propuesta, y ninguno de los tratados firmados fueron ratificados, pues los liberales vencieron a los conservadores el 22 de diciembre de 1860 en la Batalla de Calpulalpan.
Benito Juárez fue elegido presidente, al tomar el cargo el 16 de julio de 1861, decidió suspender el pago de la deuda del Estado por dos años. España, Francia e Inglaterra, principales acreedores de México firmaron la Convención de Londres el 31 de octubre, formando una alianza tripartita para exigir la protección de sus súbditos, el pago de la deuda, y la creación de un régimen estable en el país americano. Una cláusula establecía no pretender ninguna adquisición de los territorios mexicanos. El 8 de diciembre la escuadra española y en enero de 1862 la británica y francesa arribaron a Veracruz. El 19 de febrero se firmaron los convenios de la Soledad, pero las intenciones de los franceses quedaron al descubierto cuando el comisionado Dubois de Saligny se empeñó en destruir la alianza tripartita y reclamó una cantidad exagerada como indemnización (doce millones de pesos), sin respaldo o documento comprobatorio. Paralelamente el conservador Juan Nepomuceno Almonte se había entrevistado con Napoleón III gestionando el apoyo para derrocar al gobierno liberal de Juárez, el 6 de marzo un refuerzo francés al mando de Charles Ferdinand Latrille desembarcó en Veracruz. El comisionado inglés Charles Wyke y el comisionado español Juan Prim instaron a Saligny a respetar las condiciones del Convenio de Londres, ante la negativa del francés, las tropas inglesas y españolas abandonaron las costas mexicanas a finales de abril.
La Segunda Intervención Francesa en México fue comandada por el general Latrille, quien llevó el avance de sus tropas a través de Fortín, Orizaba y las Cumbres de Acutzingo. El 5 de mayo se libró la batalla de Puebla, en la que salieron victoriosas las fuerzas mexicanas bajo el mando del general Ignacio Zaragoza. La victoria mexicana elevó la moral y el nacionalismo, pero la derrota fue una sorpresa para los franceses y Napoleón III consideró el hecho como un escarnio, motivo por el que comisionó una nueva expedición bajo el mando el general Élie-Frédéric Forey, quien poco más de un año después de la derrota tomó la plaza de Puebla, el 17 de mayo de 1863. En esta ocasión el avance de las fuerzas francesas fue contundente y la Ciudad de México fue ocupada el 10 de junio del mismo año.  
Juárez tuvo que huir por la ruta de San Luis Potosí, Saltillo, Monterrey para llegar a Paso del Norte. Los conservadores por medio de una comisión, presidida por José María Gutiérrez Estrada, ofrecieron a Maximiliano de Habsburgo el trono del Segundo Imperio Mexicano. El monarca aceptó bajo las condiciones de los Tratados de Miramar que fueron firmados el 1 de abril de 1864 y desembarcó en el puerto de Veracruz el 28 de mayo.  El ejército francés y las tropas conservadoras apoyaron al nuevo emperador, pero la resistencia liberal continuó su lucha a través de la técnica de guerrillas.
En Europa, la hegemonía de Francia se vio amenazada cuando Prusia venció a Austria en la batalla de Sadowa. Por otra parte, al terminar la Guerra de Secesión en los Estados Unidos, el gobierno de este país advirtió al gobierno francés que haría respetar la Doctrina Monroe. Ante tales expectativas, Napoleón III decidió retirar a su ejército de México y recomendó a Maximiliano abdicar al trono.

### Sala de la república restaurada
Los conservadores mexicanos disuadieron a Maximiliano, pero el reducido ejército imperial fue vencido el 15 de mayo de 1867. Maximiliano, Miguel Miramón y Tomás Mejía fueron fusilados el 19 de junio en el Cerro de las Campanas. Juárez retornó a la Ciudad de México el 15 de julio y fue reelecto para el período 1867-1871. La situación económica en el país era deplorable, se restablecieron relaciones diplomáticas con Rusia, Italia y España. Al terminar la Guerra de Secesión, los Estados Unidos cambiaron su política de expansionismo territorial por una política de exportación de capitales, sin ser México la excepción a sus inversiones.

### Sala del porfiriato
Juárez se presentó como candidato y ganó las elecciones nuevamente en 1871. Porfirio Díaz, liberal moderado, que había luchado a lado de Juárez no estuvo de acuerdo con la política reeleccionista y lanzó el Plan de la Noria. Díaz fue apoyado por varios generales en Zacatecas, Nuevo León, Coahuila, Sinaloa, Sonora y Durango, sin embargo Juárez murió repentinamente el 18 de julio de 1872.  Sebastián Lerdo de Tejada ocupó la presidencia y se intentó reelegir en 1876.  Porfirio Díaz nuevamente bajo el concepto de no reelección publicó el Plan de Tuxtepec y desencadenando así la Revolución de Tuxtepec de la cual salió triunfante.  Díaz ejerció su primer período presidencial y al terminar su mandato respeto su propia ideología de no reelección. Manuel González ejerció el siguiente período como presidente, cuando este terminó Díaz decidió presentarse nuevamente como candidato a la presidencia. Ganó las elecciones y de nueva cuenta en el poder decidió modificar la Constitución, de esta forma se reeligió durante los comicios de 1888, 1892, 1896, 1900, 1904 y 1910.  Considerando su primer período presidencial, fueron treinta años durante los cuales ejerció el poder, esta época es conocida como el porfiriato.
Con la ayuda del ejército impuso la "paz porfiriana" reprimiendo las rebeliones políticas, así como las sublevaciones indígenas de los yaquis en Sonora y de los mayas cruzoob en Yucatán. No obstante, logró un desarrollo económico por medio de inversiones extranjeras en el ramo minero y petrolero.  Las propiedades eclesiásticas que fueron nacionalizadas por las Leyes de Reforma fueron vendidas a precios irrisorios, lo cual conllevó al latifundismo. La inconformidad obrera y campesina comenzó a expresarse con la huelga de Cananea y la huelga de Río Blanco, las cuales fueron reprimidas por el ejército.

### Sala de la revolución 1910-1917
Durante el primer año de la Revolución mexicana Díaz renunció a la presidencia y abandonó el país. Francisco I. Madero fue elegido presidente, asumió su puesto en noviembre de 1911 e intentó conseguir la concordia entre las diferentes facciones de los revolucionarios.  Las revueltas sociales fueron protestadas por los embajadores acreditados en México con el fin de asegurar el bienestar de los residentes extranjeros.  Especialmente el embajador Henry Lane Wilson exigió garantías para las inversiones estadounidenses. Él y su gobierno estaban a disgusto con Madero, pues este había creado un impuesto a la exportación petrolera.
Bernardo Reyes y Félix Díaz (sobrino de Porfirio) organizaron un golpe de Estado, el cual fue apoyado por el embajador estadounidense quién en el sótano de la embajada imprimió panfletos para conseguir adeptos a la rebelión que comenzó el 9 de febrero de 1913 y fue conocida como la Decena trágica. Madero designó a Victoriano Huerta para enfrentar la rebelión, el embajador estadounidense incitó a Huerta a unirse a los porfiristas por medio de llamado Pacto de la Ciudadela. La traición de Huerta culminó con los asesinatos del presidente Madero y del vicepresidente José María Pino Suárez en 1913. La voz popular para señalar la política intervencionista de los Estados Unidos, rebautizó el acuerdo como el Pacto de la embajada.

### Sala de la intervención estadounidense de 1914 y 1916
Cuando Victoriano Huerta usurpó la presidencia, el descontento en el país fue general. Venustiano Carranza dirigió al ejército constitucionalista en contra del ejército federal del usurpador, la revolución se prolongó. En Estados Unidos, Woodrow Wilson fue nombrado presidente, destituyó al embajador Henry Lane Wilson y se declaró enemigo de Huerta al negar el reconocimiento de su gobierno. El nuevo presidente estadounidense, con la finalidad de imponer una ideología política acorde a los intereses económicos de su país decidió imponer un embargo armamentístico en los puertos mexicanos. Los argumentos empleados por Wilson fueron acabar con la guerra civil existente en México y "educar" al pueblo mexicano para que este fuera capaz de ejercer la democracia y de elegir buenos gobernantes.
El 9 de abril de 1914, nueve tripulantes del acorazado Dolphin desembarcaron en el puerto de Tampico en una zona controlada por las tropas huertistas para abastecerse de combustible. Los marines estadounidenses fueron apresados, pero el comandante Morelos Zaragoza los dejó en libertad inmediatamente para evitar un incidente diplomático. Para reparar el desagravio el almirante Henry T. Mayo exigió a las tropas de Huerta rendir honores a la bandera estadounidense.  La petición fue negada, y fue uno de los motivos para que el presidente Wilson movilizara un mayor número de embarcaciones a los puertos mexicanos, así como a sus tropas a lo largo de la frontera.
El 21 de abril el almirante Frank Friday Fletcher bombardeó el puerto de Veracruz para impedir que el buque alemán Ypiranga descargara un lote de armas que serían entregadas a los federalistas de Huerta. Tras el bombardeo y sin encontrar mayor resistencia los soldados americanos desembarcaron en la ciudad, donde permanecieron durante ocho meses iniciando así la Segunda Intervención estadounidense en México. Los estadounidenses intentaron sin éxito realizar una alianza con los constitucionalistas de Carranza. Los embajadores de Argentina, Brasil y Chile (conocidos como el Grupo ABC) mediaron entre los gobiernos de Estados Unidos y México para conseguir la paz en las pláticas de Niagara Falls en Canadá, pero el gobierno estadounidense no aceptó retirar sus fuerzas hasta que el ejército constitucionalista venció a los federalistas y Huerta se exilió del país. Las tropas estadounidenses abandonaron el puerto de Veracruz en noviembre de 1914.
Debido a que no existía un acuerdo ideológico entre Carranza y los líderes populares Francisco Villa y Emiliano Zapata, la revolución mexicana continuó durante tres años más.  En 1915 los constitucionalistas de Carranza asestaron un fuerte golpe a los convencionalistas de Villa, desarticulando la División del Norte.  A principios de 1916, el Centauro del norte optó por la guerra de guerrillas, ordenó el fusilamiento de diecinueve empleados de una compañía estadounidense y el 9 de marzo atacó a la población de Columbus en Nuevo México. La historiografía no ha establecido la razón por la que Villa realizó estas acciones provocativas, el presidente Wilson no tardó en reaccionar y designó al general John J. Pershing para comandar una expedición punitiva con la finalidad de capturar al líder mexicano.
Esta Tercera Intervención estadounidense comenzó con una fuerza de cinco mil hombres, la cual en un corto período, se incrementó a doce mil. Por primera vez en la historia militar de los Estados Unidos, se emplearon autotransportes, tanques de guerra y aviones. Carranza protestó la intervención, pero como los objetivos eran favorables a sus intereses personales, ordenó a sus hombres no confrontar a los soldados estadounidense. Las fuerzas de Villa realizaron nuevos ataques al otro lado de la frontera mexicana, y a pesar de las órdenes de Carranza, los constitucionalistas libraron batallas en Parral y el Carrizal contra los soldados estadounidenses. El gobierno estadounidense desplazó una fuerza de ciento diez mil soldados a la frontera, pero antes de comenzar la invasión se establecieron conversaciones diplomáticas en El Paso y en Atlantic City. Los gastos militares eran de un alto costo para los Estados Unidos y no se lograba el objetivo de capturar a Villa, por otra parte en Europa se libraba la Primera Guerra Mundial; ante estas expectativas el presidente Wilson decidió retirar a su ejército. Después de once meses de ocupación, los soldados estadounidenses desalojaron el país el 5 de febrero de 1917.

### Sala de la colección Churubusco
Esta sala está dedicada al arte sacro de la época de la Nueva España.  Se pueden admirar pinturas atribuidas a Juan Correa, Cristóbal de Villalpando y Nicolás Rodríguez Juárez, además existen otras obras anónimas, esculturas y tallas en madera.

## Galería

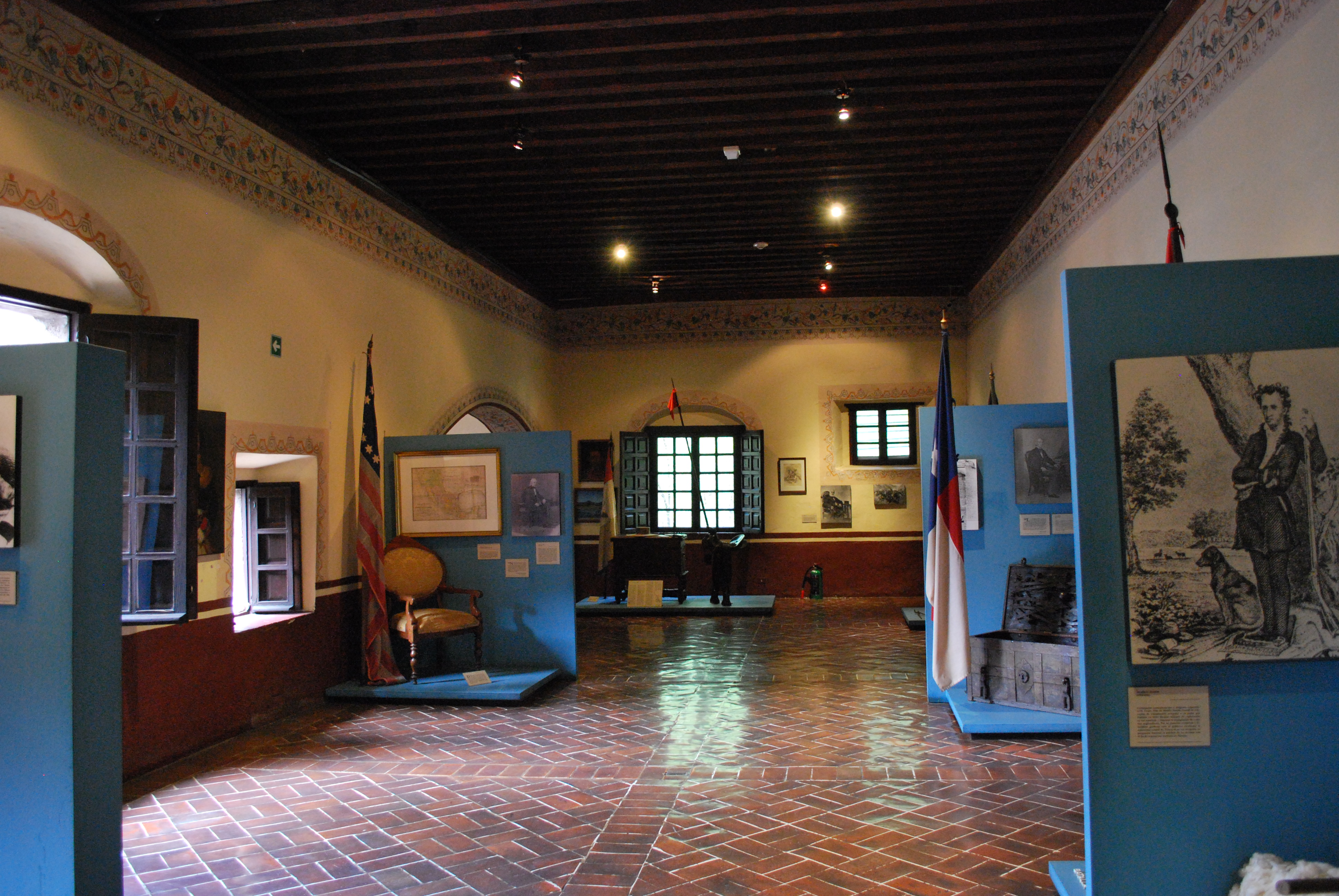
Intervención estadounidense de 1846-1848
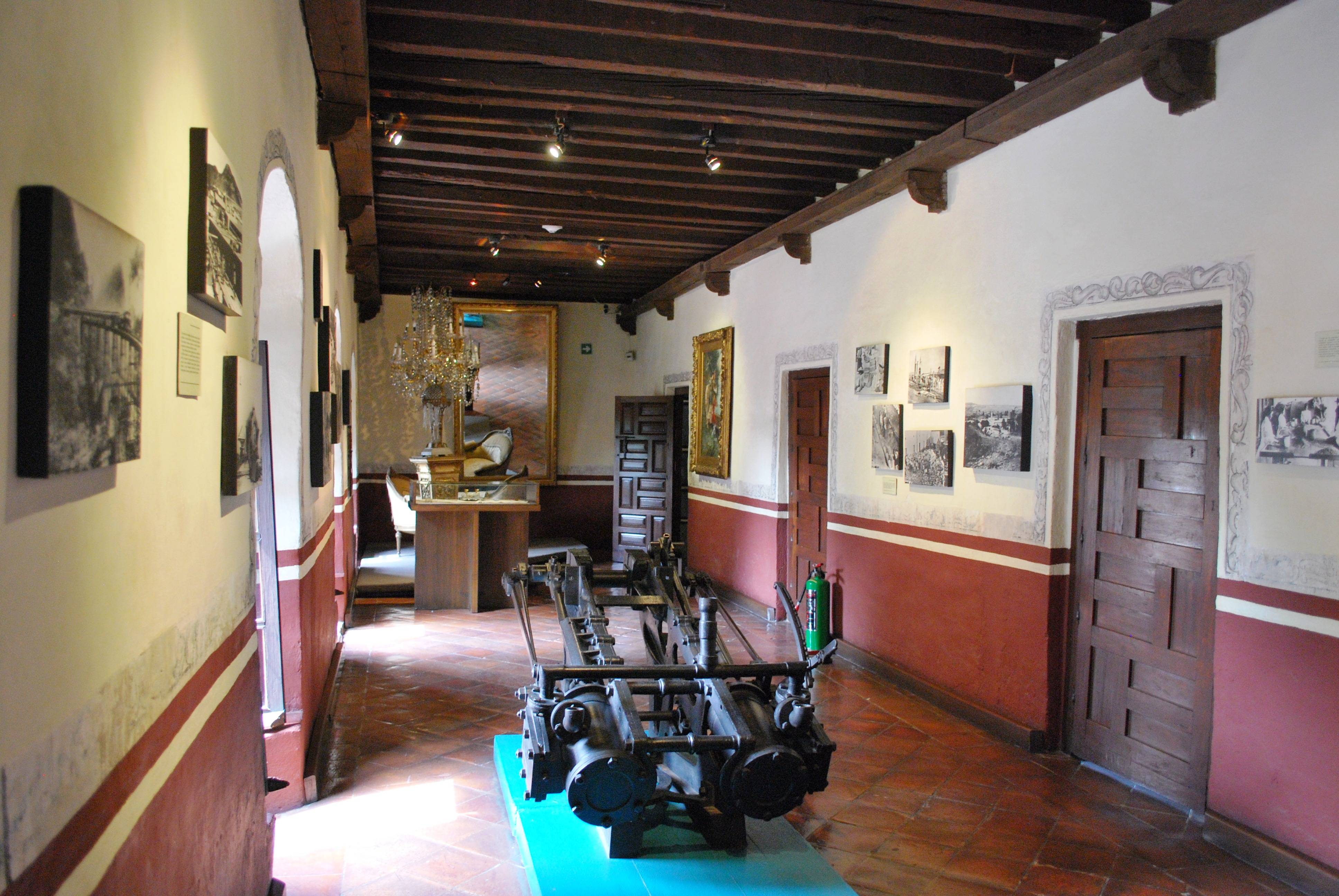
Hacía la modernización
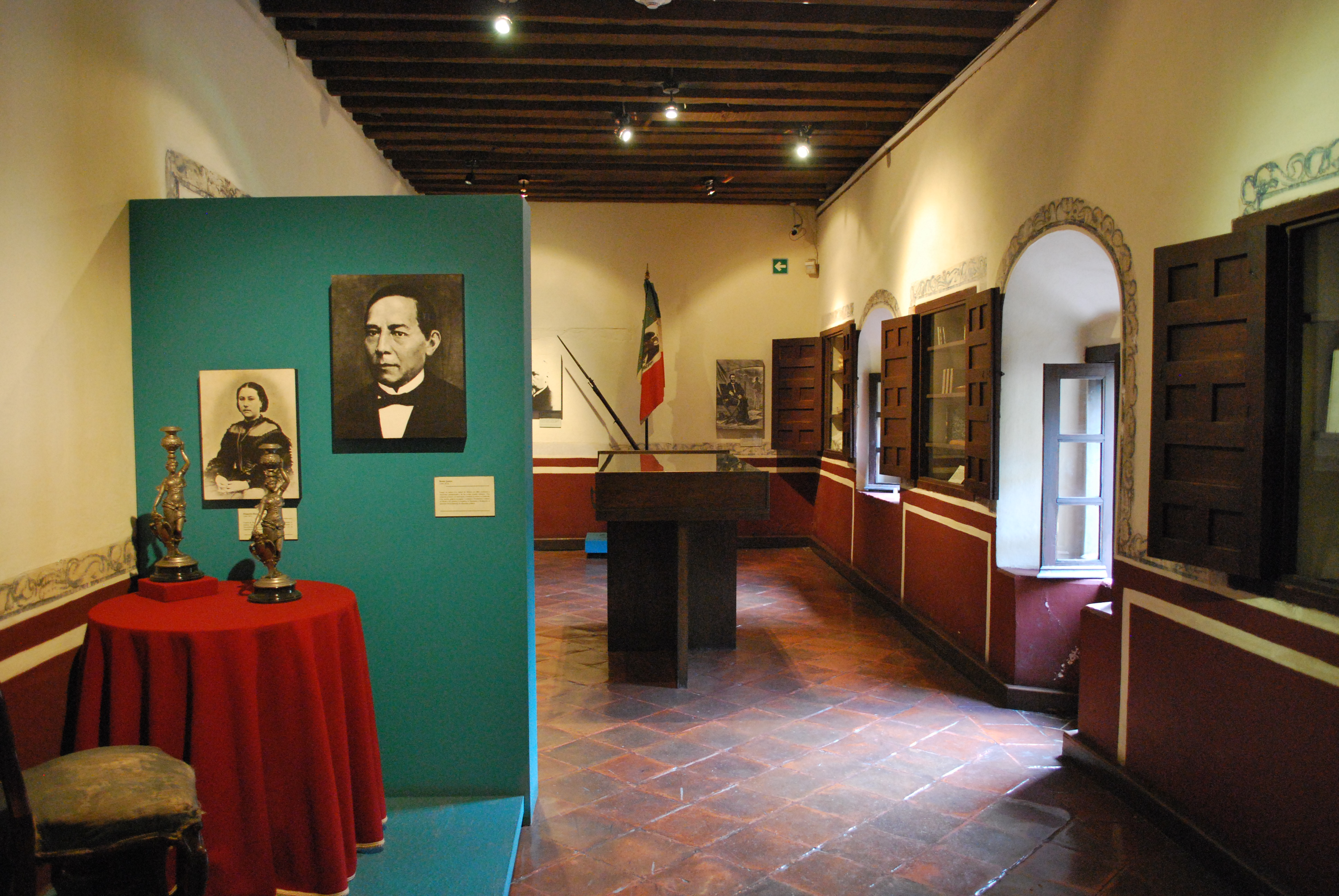
Intervención francesa de 1862-1867
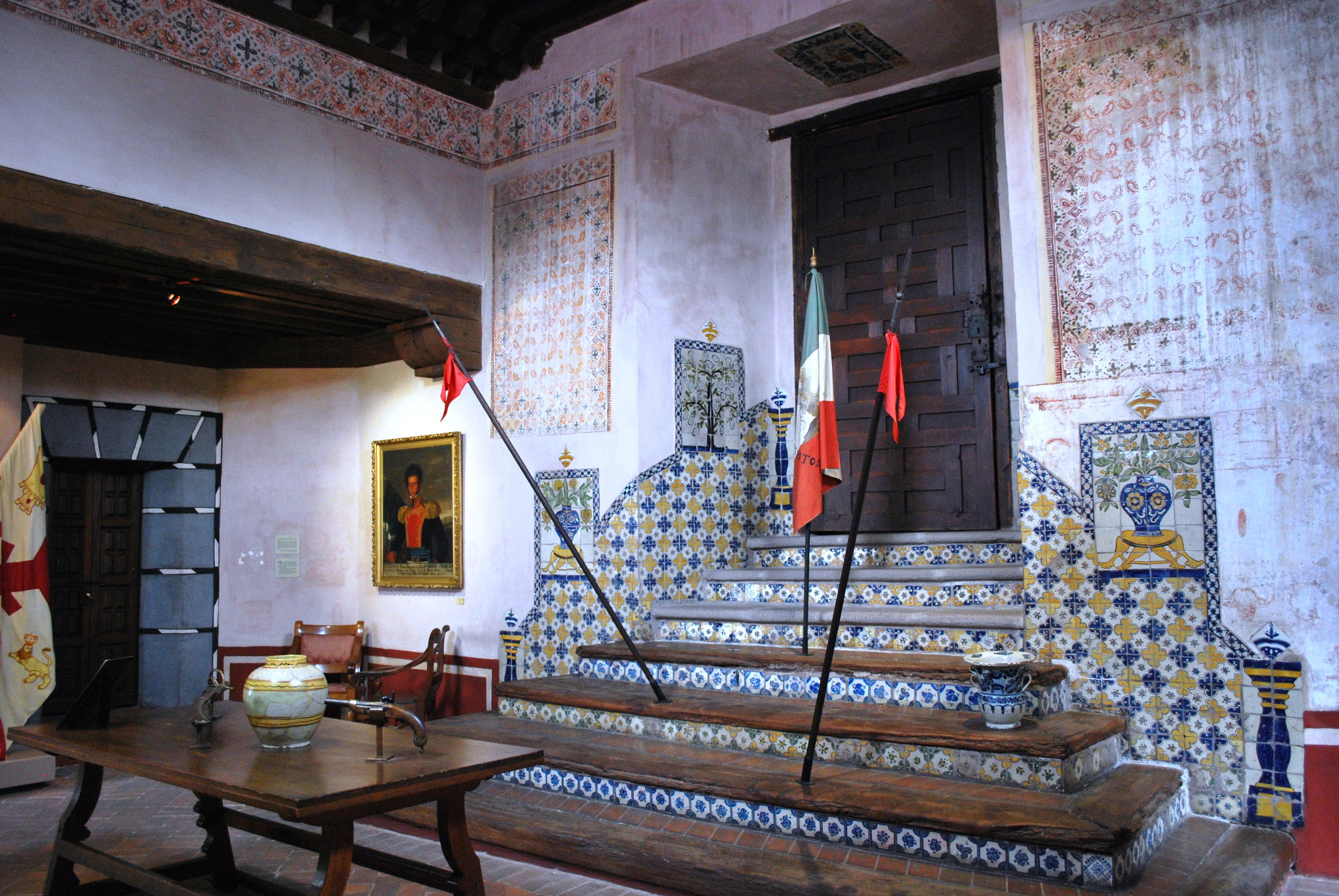
Intervención española de 1829

- Wikimedia Commons alberga una categoría multimedia sobre Museo Nacional de las Intervenciones.